# Ivri Lider
Ivri Lider (em hebraico:  עִבְרִי לִידֶר) (nascido a 10 de fevereiro 1974) é um cantor e compositor israelense, também ativista LGBT e parte do duo The Young Professionals.

## Biografia
Ivri começou a tocar piano aos cinco anos de idade e formou-se em Artes. Em 1997, lançou seu primeiro álbum, intitulado Melatef Umeshaker, que rapidamente se converteu em um êxito em Israel. A este se seguiram outros três álbuns, que somados venderam mais de 200.000 cópias.
Seu quarto trabalho "Ze Lo Oto Davar" (It's Not The Same) foi lançado em fevereiro de 2005. O álbum obteve tanto sucesso que foi lançado em uma edição especial contendo um CD bônus chamado "Fight", com remixes de suas músicas por Offer Nissim. Em 2006, também foi lançado em CD e DVD um registro da turnê do álbum.
Lider também compôs músicas para a trilha sonora de alguns filmes israelenses, como "Yossi & Jagger" (Delicada Relação) e "Há-Buah" (A Bolha). Ele ficou conhecido internacionalmente pelo hit "Cinderella Rockfella", trilha do filme "Lalehet al Hamayin" (No Limite). Em 2006, o single em inglês "Jesse" também foi lançado no exterior.
Em 2008, Ivri lançou seu quinto álbum de estúdio, intitulado "Be'ketzev Ahid Be'tnuot Shel Ha'goof" (The Steady Rhythm of Body Movements). O primeiro single deste trabalho foi a canção "Aluf Ha'olam" (World Champion).

## Discografia
Álbuns
- 1997 : Melatef Umeshaker (Caressing and Lying)
- 1999 : Yoter Tov Klum (Better Nothing Than Almost)
- 2002 : Ha'anashim Ha'khadashim (The New People)
- 2005 : Ze Lo Oto Davar (It's Not The Same Thing)
- 2005 : Fight! (Ivri Lider vs Henree)
- 2006 : Live (CD/DVD)
- 2008 : Be'ketzev Ahid Be'tnuot Shel Ha'goof (The Steady Rhythm of Body Movements)
- 2012 : Mishe'u Pa'am (Somebody Once)
- 2013 : Live (com The Revolution Orchestra)
- 2015 : Ha'ahava Ha'zot Shelanu (This Love of Ours)

Com The Young Professionals
- 2011 : 9am to 5pm, 5pm to Whenever

Trilhas Sonoras
- 2002: Delicada Relação – interpreta a faixa "Bo" (Your Soul)
- 2004: No Limite – interpreta a faixa "Cinderella Rockafella" dueto com Rita
- 2006: A Bolha – interpreta as faixas "The Man I Love", "Birthday Cake" e "Song to a Siren"

Participações
- 2004: "Beautiful Eyes" - em Searching (Offer Nissim)
- 2006: "Jesse" - em Music With A Twist: Revolutions! (Sony Music)
- 2007: "Nights In White Satin" - em Forever Tel Aviv (Offer Nissim)
- 2010: "Fuck Off Berlin" - em Pride All Over" (Offer Nissim)